# Бюнсдорф
Бюнсдорф (нім. Bühnsdorf) — громада в Німеччині, розташована в землі Шлезвіг-Гольштейн. Входить до складу району Зегеберг. Складова частина об'єднання громад Трафе-Ланд.
Площа — 4,15 км2. Населення становить 360 ос. (станом на 31 грудня 2020).